# Bernardino de Campos
Bernardino de Campos é um município brasileiro do estado de São Paulo. Sua população estimada pelo IBGE em 2024 era de 11.852 habitantes.

## História
Com suas terras banhadas pelos rios Pardo e Paranapanema, em 1879, o território do atual município de Bernardino de Campos recebeu os primitivos colonizadores, como Manoel Joaquim de Lemos, que, procedente de Avaré, demarcou uma grande gleba para a agricultura. Em 1888, outros desbravadores, vindos de diversos pontos do Estado, instalaram-se iniciando uma povoação próxima do espigão, chamada de "Douradão", que chegou a ser elevada a distrito policial.
Mais tarde a Estrada de Ferro Sorocabana estendeu seus trilhos em direção ao oeste passando pela região. Instalada a estação ferroviária, cerca de três quilômetros do primitivo núcleo de Douradão, foi este deslocado junto à linha férrea, com o nome de “Figueira”.
Com a chegada da Estrada de Ferro Sorocabana em 1907, aos poucos foi desenvolvendo sua economia. Já a estação ferroviária foi denominada Bernardino de Campos, em homenagem ao então Presidente do Estado, assumindo então o povoado essa denominação.
Passou a município em 9 de outubro de 1923, pela Lei Estadual de n° 1.929, e a instalação foi em 22 de dezembro do mesmo ano.
Tem como base da economia a agricultura e acompanhando as crises mundiais, grandes mudanças aconteceram. Na década de 1960, eram cultivados o café e o algodão. Com a crise do café em 1929, grande parte da área cultivada tornou-se pastagens e canaviais, e hoje acompanhando a demanda local e regional, o agronegócio resumiu-se em gado de leite, gado de corte, cana-de-açúcar, milho e soja.

### Formação territorial-administrativa
Histórico da formação do município:
- Distrito de paz criado no município e comarca de Santa Cruz do Rio Pardo pela Lei nº 1.570, de 06/12/1917.
- Município criado pela Lei nº 1.929, de 09/10/1923.

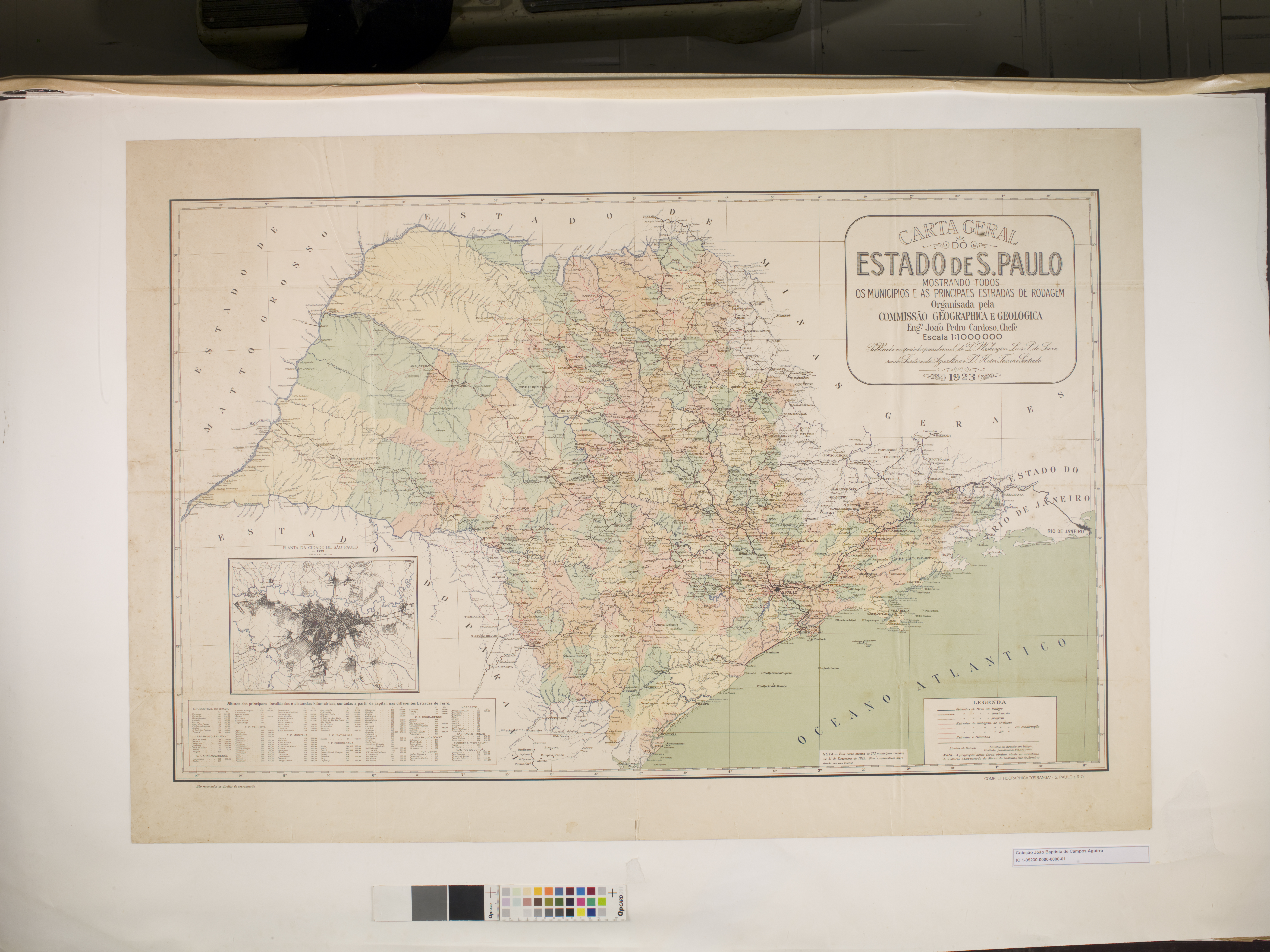
Estado de São Paulo (1923).

## Geografia
Localiza-se a uma latitude 23º00'47" sul e a uma longitude 49º28'27" oeste, estando a uma altitude de 695 metros. Bernardino de Campos também conhecida como a Pérola do Planalto é um município com 11.158 habitantes, localizado no interior do estado de São Paulo, a 327 km da capital e ladeado pelos Rio Paranapanema e Rio Pardo.
As divisas do município de Bernardino de Campos são:
- Ao norte: município de Santa Cruz do Rio Pardo, por intermédio do Rio Pardo;
- Ao sul: município de Piraju, através do Rio Paranapanema;
- À leste: municípios de Óleo e Piraju;
- À oeste: municípios de Ipaussu e Santa Cruz do Rio Pardo.

O município está localizado na Média Sorocabana, Sudoeste do Estado de São Paulo, extremo-sul da Região Sudeste do Brasil.

### Hidrografia
- Rio Paranapanema
- Rio Pardo

### Rodovias
- SP-270
- SP-303

### Ferrovias
- Linha Tronco da antiga Estrada de Ferro Sorocabana.[6]

## Demografia

### População
| Crescimento populacional                             | Crescimento populacional | Crescimento populacional | Crescimento populacional |
| Ano                                                  | População Total          |                          | %±                       |
| ---------------------------------------------------- | ------------------------ | ------------------------ | ------------------------ |
| 1925                                                 | 10 059                   |                          | —                        |
| 1934                                                 | 8 056                    |                          | −19,9%                   |
| 1937                                                 | 8 612                    |                          | 6,9%                     |
| 1940                                                 | 10 391                   |                          | 20,7%                    |
| 1946                                                 | 9 076                    |                          | −12,7%                   |
| 1950                                                 | 9 539                    |                          | 5,1%                     |
| 1958                                                 | 9 099                    |                          | −4,6%                    |
| 1960                                                 | 10 865                   |                          | 19,4%                    |
| 1970                                                 | 10 243                   |                          | −5,7%                    |
| 1980                                                 | 8 994                    |                          | −12,2%                   |
| 1991                                                 | 10 049                   |                          | 11,7%                    |
| 2000                                                 | 10 720                   |                          | 6,7%                     |
| 2010                                                 | 10 775                   |                          | 0,5%                     |
| 2022                                                 | 11 607                   |                          | 7,7%                     |
| Est. 2024                                            | 11 852                   | [ 9 ]                    | 2,1%                     |
| Fontes: Censos Demográficos IBGE e Estimativas SEADE |                          |                          |                          |

### Dados demográficos
População Total: 11.607 (2022)
- Urbana: 9.626 (2022)
- Rural: 1.981 (2022)
- Homens: 6.134 (2022)
- Mulheres: 5.473 (2022)

Densidade demográfica (hab./km²): 47,54 (2022)
Mortalidade infantil (óbitos por mil nascidos vivos): 6,67 (2019)
Expectativa de vida (anos): 70,99 (2000)
Taxa de fecundidade (filhos por mulher): 2,24 (2000)
Taxa de Alfabetização: 89,53% (2000)
Índice de Desenvolvimento Humano (IDH-M): 0,734 (PNUD/2010)
- IDH-M Renda: 0,713
- IDH-M Longevidade: 0,838
- IDH-M Educação: 0,662

## Política e administração
Prefeito (2025-2028)
Wilson José Garcia (PL)
Vice Prefeito (2021-2024)
Adevanil Batista Pereira (PL)
Presidente da Câmara (2021-2022)
Rodrigo José Hilário Domiciano (PSDB)

### Símbolos municipais
Hino
O hino municipal, com letra de autoria do professor Jamil Pedro Sawaya e música de Antenor Ferreira de Godoy, foi aprovado pela Câmara Municipal de vereadores pelo projeto de lei discutido em 7 de dezembro de 1970.

## Infraestrutura

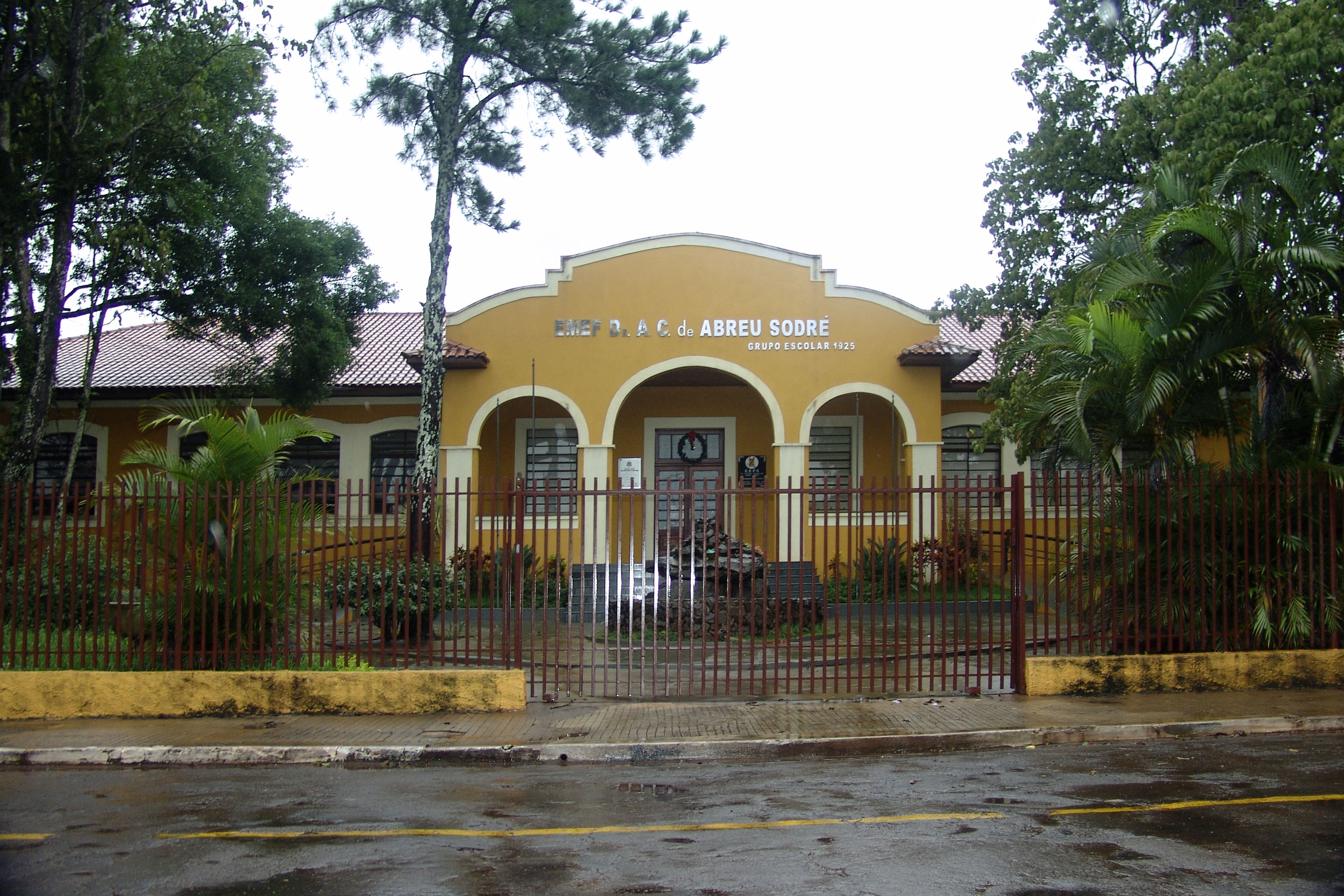
Escola no centro.

### Comunicações
O sistema de telefones automáticos foi inaugurado na cidade em 1977 pela Telecomunicações de São Paulo (TELESP), que também implantou o sistema de discagem direta à distância (DDD) em 1979 com o código de área (0143). Anteriormente a cidade era atendida pela Companhia Telefônica Brasileira (CTB).
Na década de 90 o código DDD da cidade foi alterado para (014), para padronização do sistema telefônico com a telefonia celular que estava sendo implantada em todo o estado.

### Transportes
- Empresa Auto Ônibus Manoel Rodrigues
- Empresa Auto Ônibus Rápido Rio Pardo
- Empresa Auto Ônibus Princesa do Norte

#### Frota de veículos
- Automóveis: 3.603
- Caminhões: 338
- Caminhões-trator: 41
- Caminhonetes: 688
- Caminhonetas: 162
- Micro-ônibus: 37
- Motocicletas: 745
- Motonetas: 133
- Ônibus: 38
- Tratores: 0
- Utilitários: 22[18]

## Filhos ilustres
- Walcyr Carrasco, novelista e escritor.
- Adauto Santos, músico.

## Religião
O Cristianismo se faz presente na cidade da seguinte forma:

### Igreja Católica
- A igreja faz parte da Diocese de Ourinhos.[20]

### Igrejas Evangélicas
Entre as igrejas protestantes históricas, pentecostais e neopentecostais, encontram-se na cidade:
- Assembleia de Deus Ministério do Belém.[23][24]
- Congregação Cristã no Brasil.[25]